# Galerie hlavního města Prahy
Galerie hlavního města Prahy je česká kulturní galerijní, vzdělávací a muzeální instituce. Založena byla 1. května 1963. Mezi její hlavní poslání patří v prvé řadě sbírková činnost v oblasti českého umění od 19. až po 21. století, dále pak také péče o pražské pomníky, pamětní desky, veřejně přístupné plastiky, kašny a fontány nacházející se na území hlavního města Prahy včetně jejich údržby a restaurování či umísťování nově zřízených. Kromě stálých expozic je náplní galerie také výstavní činnost, edukační aktivity, lektorské služby apod.

## Stálé expozice
- GHMP Bílkova vila – František Bílek: Cesta k Předsíni chrámové
- GHMP Bílkův dům – František Bílek v Chýnově

## Výstavní prostory
- GHMP Zvon – Staroměstské náměstí, Praha 1, Staré Město
- GHMP Zámek Troja – U Trojského zámku, Praha 7, Troja
- GHMP Knihovna – Mariánské náměstí, Praha 1, Staré Město
- GHMP Colloredo-Mansfeld, Karlova 2, Praha 1, Staré Město
- GHMP Dům fotografie, Revoluční 1006/5, Praha 1

## Sídlo
Staroměstské náměstí 13/605, 110 00 Praha 1